# Cerizy
Pour les articles homonymes, voir Cerisy (homonymie).
Cerizy est une commune française située dans le département de l'Aisne, en région Hauts-de-France.

## Géographie

### Hydrographie
La commune est traversée par la ligne de partage des eaux entre les bassins hydrographiques Artois-Picardie et Seine-Normandie. Elle n'est drainée par aucun cours d'eau.

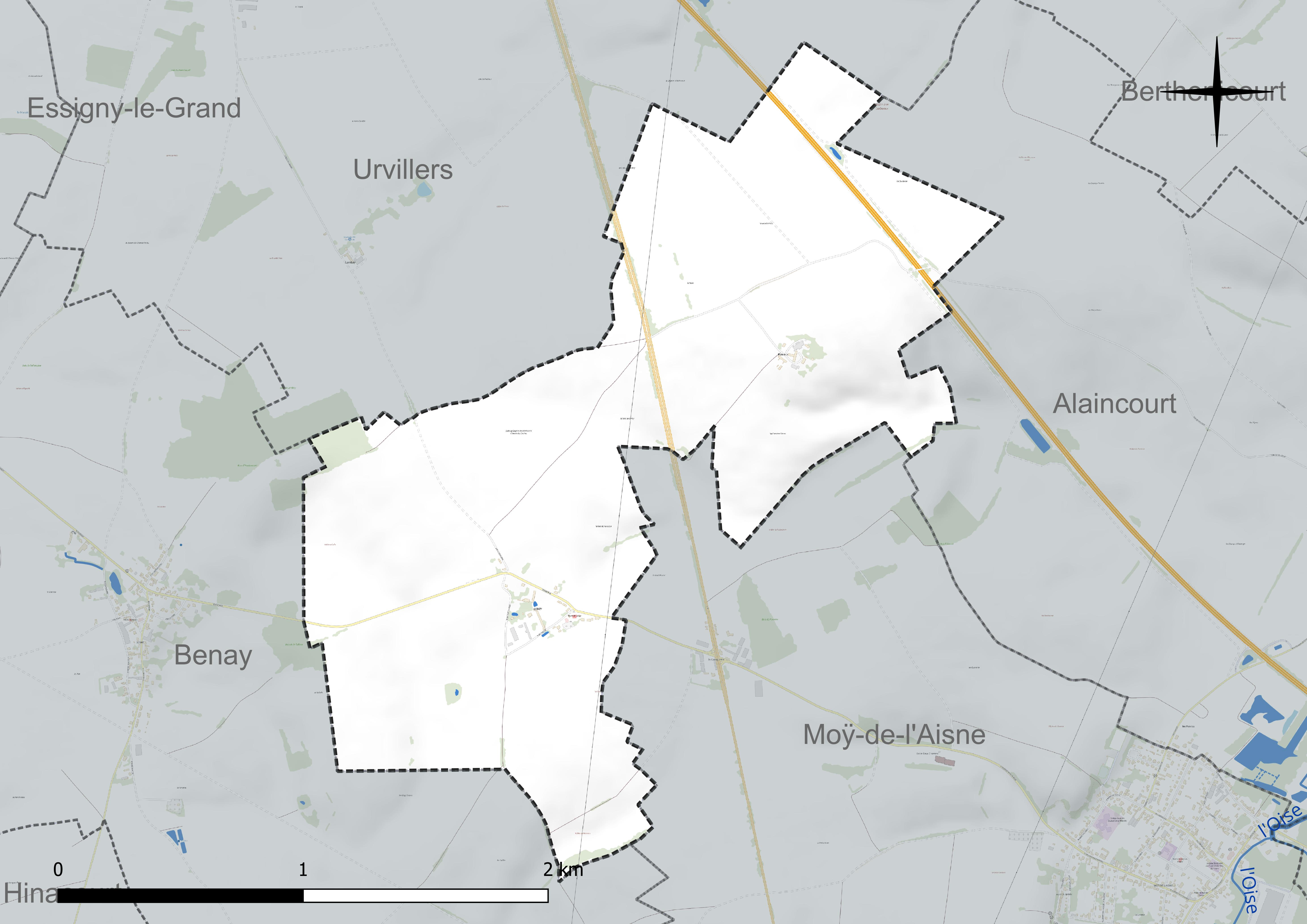
Réseau hydrographique de Cerizy.

### Climat
Pour des articles plus généraux, voir Climat des Hauts-de-France et Climat de l'Aisne.
En 2010, le climat de la commune est de type climat océanique dégradé des plaines du Centre et du Nord, selon une étude du CNRS s'appuyant sur une série de données couvrant la période 1971-2000. En 2020, Météo-France publie une typologie des climats de la France métropolitaine dans laquelle la commune est dans une zone de transition entre le climat océanique et le climat océanique altéré et est dans la région climatique Nord-est du bassin Parisien, caractérisée par un ensoleillement médiocre, une pluviométrie moyenne régulièrement répartie au cours de l'année et un hiver froid (3 °C).
Pour la période 1971-2000, la température annuelle moyenne est de 10,3 °C, avec  une amplitude thermique annuelle de 14,6 °C. Le cumul annuel moyen de précipitations est de 716 mm, avec 11,9 jours de précipitations en janvier et 8,8 jours en juillet. Pour la période 1991-2020 la température moyenne annuelle observée sur la station météorologique la plus proche, située sur la commune de Fontaine-lès-Clercs à 9 km à vol d'oiseau, est de 10,8 °C et le cumul annuel moyen de précipitations est de 683,4 mm,. Pour l'avenir, les paramètres climatiques de la commune estimés pour 2050 selon différents scénarios d'émission de gaz à effet de serre sont consultables sur un site dédié publié par Météo-France en novembre 2022.

## Urbanisme

### Typologie
Au 1er janvier 2024, Cerizy est catégorisée commune rurale à habitat très dispersé, selon la nouvelle grille communale de densité à 7 niveaux définie par l'Insee en 2022.
Elle est située hors unité urbaine. Par ailleurs la commune fait partie de l'aire d'attraction de Saint-Quentin, dont elle est une commune de la couronne,. Cette aire, qui regroupe 120 communes, est catégorisée dans les aires de 50 000 à moins de 200 000 habitants,.

### Occupation des sols
L'occupation des sols de la commune, telle qu'elle ressort de la base de données européenne d'occupation biophysique des sols Corine Land Cover (CLC), est marquée par l'importance des territoires agricoles (99,1 % en 2018), une proportion identique à celle de 1990 (99,1 %). La répartition détaillée en 2018 est la suivante : 
terres arables (99,1 %), forêts (0,9 %).
L'évolution de l'occupation des sols de la commune et de ses infrastructures peut être observée sur les différentes représentations cartographiques du territoire : la carte de Cassini (XVIIIe siècle), la carte d'état-major (1820-1866) et les cartes ou photos aériennes de l'IGN pour la période actuelle (1950 à aujourd'hui).

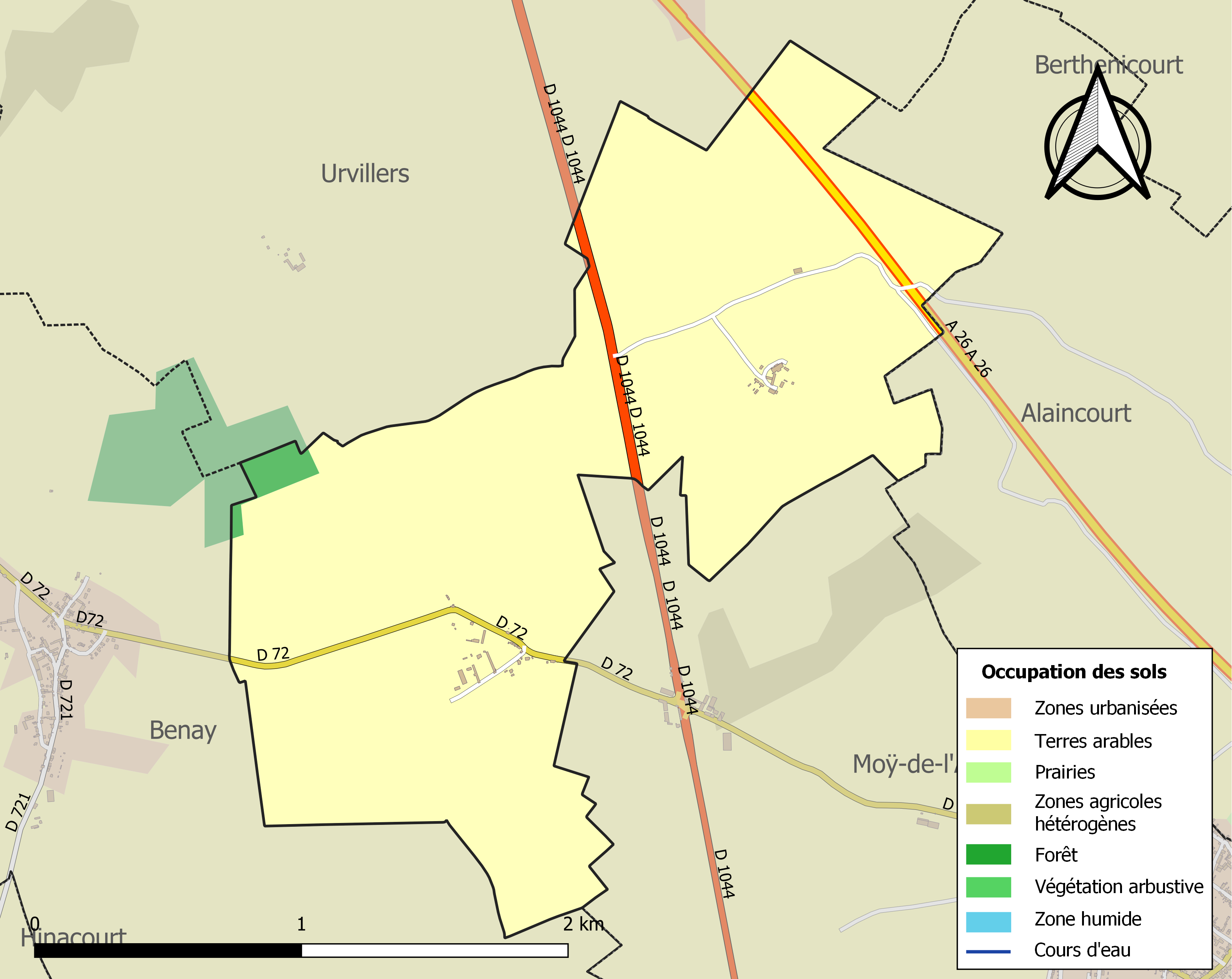
Carte des infrastructures et de l'occupation des sols de la commune en 2018 (CLC).

## Toponymie
Le nom de la localité est attesté sous les formes Parrochiatus de Chirisiaco (1252) ; Cherisiacus (1253) ; Cherisi (1281) ; Cerunsi (XIIIe siècle) ; Serisy (1431) ; Cherizy (1709).

## Histoire

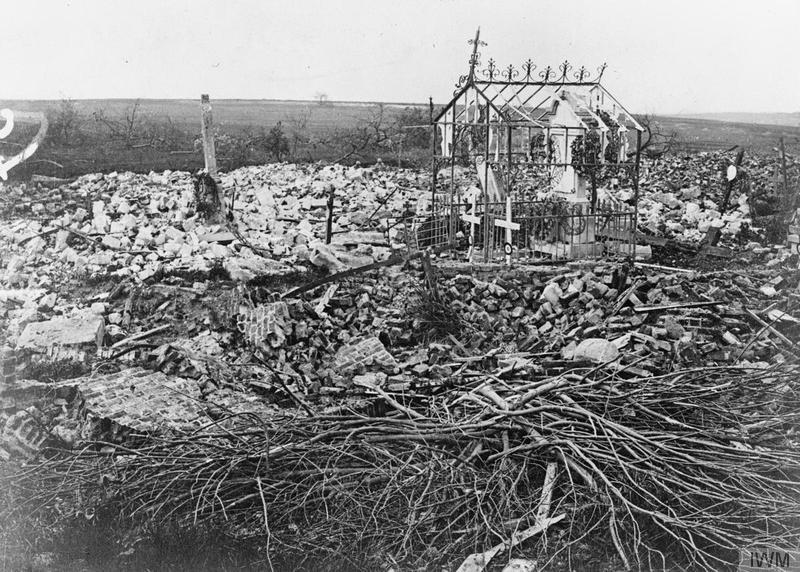
Les restes de l'église en 1917.

## Politique et administration

### Découpage territorial
La commune de Cerizy est membre de la communauté de communes du Val de l'Oise, un établissement public de coopération intercommunale (EPCI) à fiscalité propre créé le 1er janvier 2014 dont le siège est à Mézières-sur-Oise. Ce dernier est par ailleurs membre d'autres groupements intercommunaux.
Sur le plan administratif, elle est rattachée à l'arrondissement de Saint-Quentin, au département de l'Aisne et à la région Hauts-de-France. Sur le plan électoral, elle dépend du  canton de Ribemont pour l'élection des conseillers départementaux, depuis le redécoupage cantonal de 2014 entré en vigueur en 2015, et de la deuxième circonscription de l'Aisne  pour les élections législatives, depuis le dernier découpage électoral de 2010.

### Administration municipale
Le nombre d'habitants de la commune étant inférieur à 100, le nombre de membres du conseil municipal est de 7.

#### Liste des maires
| Période                                  | Période                       | Identité                | Étiquette | Qualité                        |
| ---------------------------------------- | ----------------------------- | ----------------------- | --------- | ------------------------------ |
| Les données manquantes sont à compléter. |                               |                         |           |                                |
| 1971                                     | mars 2008                     | Michel Robiche          |           |                                |
| mars 2008                                | En cours (au 12 juillet 2020) | Jean-Christophe Carlier | LR        | Réélu pour le mandat 2020-2026 |

## Démographie
L'évolution du nombre d'habitants est connue à travers les recensements de la population effectués dans la commune depuis 1793. Pour les communes de moins de 10 000 habitants, une enquête de recensement portant sur toute la population est réalisée tous les cinq ans, les populations de référence des années intermédiaires étant quant à elles estimées par interpolation ou extrapolation. Pour la commune, le premier recensement exhaustif entrant dans le cadre du nouveau dispositif a été réalisé en 2005.

En 2022, la commune comptait 59 habitants, en évolution de −11,94 % par rapport à 2016 (Aisne : −1,97 %, France hors Mayotte : +2,11 %).
| 1793 | 1800 | 1806 | 1821 | 1831 | 1836 | 1841 | 1846 | 1851 |
| ---- | ---- | ---- | ---- | ---- | ---- | ---- | ---- | ---- |
| 107  | 88   | 75   | 74   | 83   | 93   | 78   | 101  | 102  |

| 1856 | 1861 | 1866 | 1872 | 1876 | 1881 | 1886 | 1891 | 1896 |
| ---- | ---- | ---- | ---- | ---- | ---- | ---- | ---- | ---- |
| 105  | 97   | 87   | 97   | 95   | 97   | 98   | 101  | 86   |

| 1901 | 1906 | 1911 | 1921 | 1926 | 1931 | 1936 | 1946 | 1954 |
| ---- | ---- | ---- | ---- | ---- | ---- | ---- | ---- | ---- |
| 93   | 107  | 113  | 63   | 111  | 112  | 99   | 103  | 104  |

| 1962 | 1968 | 1975 | 1982 | 1990 | 1999 | 2005 | 2006 | 2010 |
| ---- | ---- | ---- | ---- | ---- | ---- | ---- | ---- | ---- |
| 82   | 84   | 86   | 62   | 64   | 48   | 55   | 56   | 58   |

| 2015 | 2020 | 2022 | - | - | - | - | - | - |
| ---- | ---- | ---- | - | - | - | - | - | - |
| 66   | 60   | 59   | - | - | - | - | - | - |

## Culture locale et patrimoine

### Lieux et monuments

Église Saint-Brice.

- Église Saint-Brice.

## Pour approfondir